# جوزف بارباتو
جوزف بارباتو (انگلیسی: Joseph Barbato؛ زادهٔ ۱۱ اوت ۱۹۹۴) بازیکن فوتبال اهل فرانسه است.
از باشگاه‌هایی که در آن بازی کرده‌است می‌توان به باشگاه فوتبال باستیا اشاره کرد.